# Čchin Er Š'
Čchin Er Š' (秦二世; 230 př. n. l. – 207 př. n. l.), rodným jménem Jing Chu-chaj (嬴胡亥) byl v letech 210–207 př. n. l. panovníkem čínského státu Čchin a druhým císařem sjednocené Číny. Během necelého roku vlády proti němu vypuklo povstání. Říše se po jeho smrti decentralizovala, ke sjednocení došlo znovu až roku 202 př. n. l. vznikem státu Chan.